# Acela Express
Acela Express (ili samo Acela) je vlak velikih brzina američke željezničke korporacije Amtrak.

## Nagibna tehnologija
Vlakovi posjeduju nagibnu tehnologiju, koja teoretski omogućuje naginjanje. Nažalost, kod nabave se nije vodilo računa, kako sami profil pruge ne dozvoljava naginjanje. Zbog toga je brzina na nekim dijelovima pruge ograničena, a vlakovima je zabranjeno korištenje nagibanja.

## Brzina
Iako je najveća moguća brzina 240 km/h, ipak je prosječna oko 130 km/h. Razlog tome je stanje električne mreže, koje ne dozvoljava veće brzine na većini dionice.

## Elektrifikacija
Vozila podržavaju više sustava električnog napajanja : 11,5 kV na 25 Hertza, 12,5 kV i 25 kV na 60 Hertza. To je bilo nužno, jer ovi vlakovi voze po spojnim prugama prethodno postojećih različitih sustava napajanja strujom.

## Vanjske poveznice
Opis